# حضة (مدينة البيضاء)

تعديل مصدري - تعديل

حارة حضة هي إحدى حارات مدينة مدينة البيضاء أحد مدن محافظة البيضاء، بلغ تعداد سكانها 462 نسمة حسب تعداد اليمن لعام 2004.